# Port de Marterat
De Port de Marterat is een bergpas op de hoofdkam van de Pyreneeën, op de grens van Frankrijk en Spanje. De pas vormt een laagte tussen de Mont Rouch (2868 m) en de Pica d'Estats (3143 m). De pas vormt al eeuwenlang een belangrijke vervoersas tussen beide zijden van de Pyreneeën. Over de pas werd nooit een weg aangelegd. Geasfalteerde routes over de Pyreneeën zijn er wel bij de Port de la Bonaigua in het westen en de hogere Port d'Envalira in het oosten.
Zowel in de Couserans aan de noordzijde als in de kerken van het Vall de Cardos en naburige valleien van de Alto Pallars in het zuiden werd de heilige Lycerius aanbeden. De Port de Marterat verbond beide valleien. De pas werd ook gebruikt door groepen migranten en vluchtelingen zoals katholieken op de vlucht voor de hugenoten, priesters en aristocraten tijdens de Franse Revolutie,  gevluchte carlisten en Spaanse republikeinen tijdens de Spaanse Burgeroorlog en vluchtelingen van de naziterreur tijdens de Tweede Wereldoorlog.